# 13247 Tianshi
13247 Tianshi este o planetă minoră (asteroid) din centura de asteroizi. A fost descoperită pe 24 iunie 1998 la Magdalena Ridge Observatory⁠(d) de Lincoln Near-Earth Asteroid Research. 
Obiectul prezintă o orbită caracterizată de o semiaxă mare de 2,3066073 UAi, o excentricitate de 0,11, o înclinație de 3,58477 ° în raport cu ecliptica.